# 卡尔·李希特
卡尔·李希特（德語：Karl Richter，1926年10月15日—1981年2月15日），德国指挥家、管风琴、大键琴演奏家。

## 生平
李希特出生于普劳恩的一个新教牧师家庭，从小受巴赫音乐的熏陶。1949年至1950年间任萊比錫托马斯教堂管风琴师（巴赫也曾任此职）。1951年创立了慕尼黑巴赫管弦乐团。

## 作品

### 商業錄音
李希特是演绎巴赫的权威，他生前录制了很多巴赫作品的录音。著名的錄音包括巴赫的《勃兰登堡协奏曲》、《馬太受難曲》、《約翰受難曲》、《b小调弥撒曲》以及亨德尔的《弥赛亚》等。

## 評價
李希特对于用仿古乐器演奏巴洛克音乐的古乐运动并没有随波逐流，他更注重在“神”而非“形”上去再现巴赫。

## 外部連結
- 卡尔·李希特的Discogs页面（英文）